# Scotophaeus jinlin
Scotophaeus jinlin är en spindelart som beskrevs av Song, Zhu och Zhang 2004. Scotophaeus jinlin ingår i släktet Scotophaeus och familjen plattbuksspindlar. Inga underarter finns listade i Catalogue of Life.